# Ramienicowce

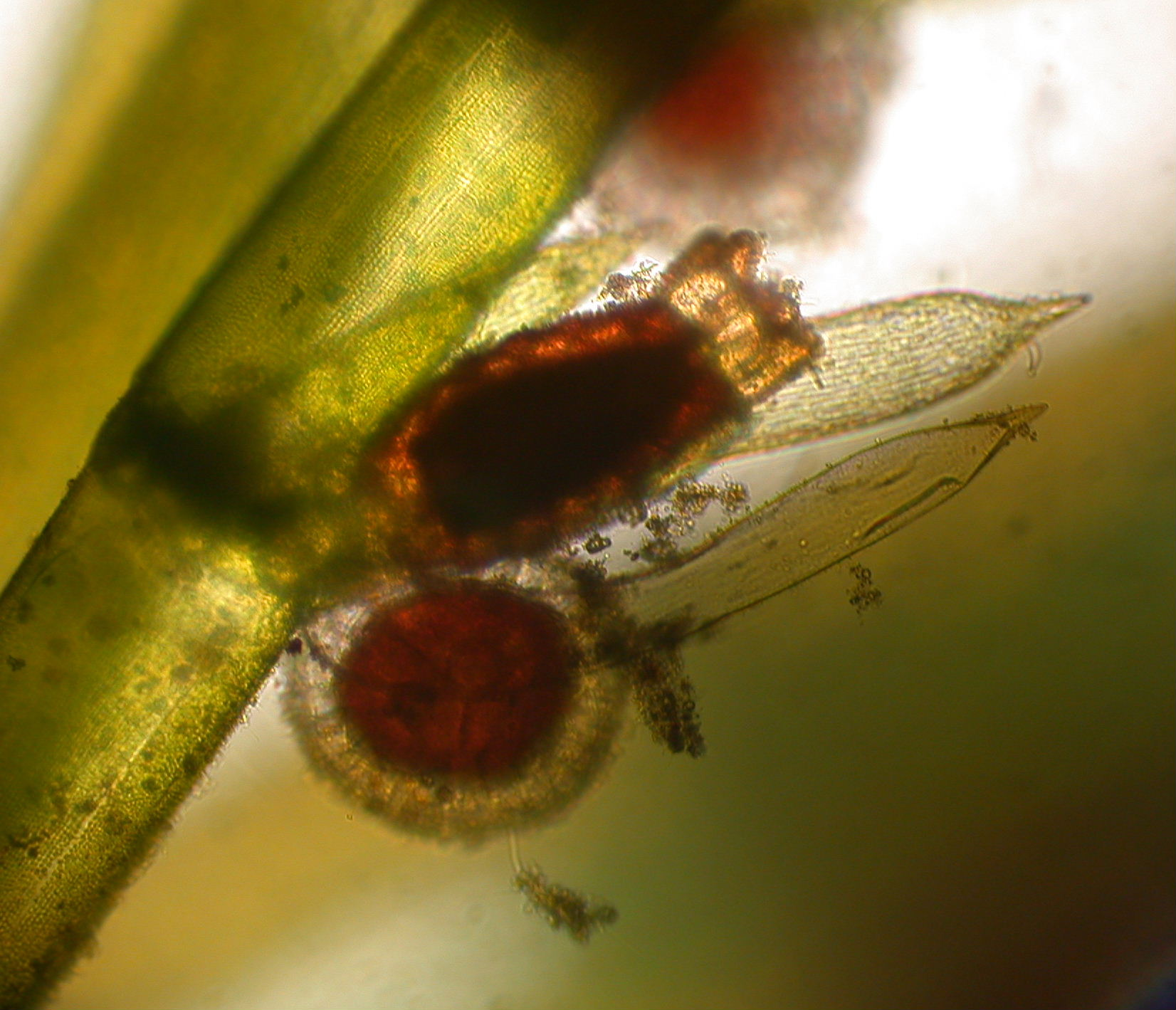
Gametangia

Ramienicowce, ramienice właściwe (Charales) – rząd glonów należący do gromady ramienic (Charophyta). Współcześnie jest to takson monotypowy zawierający jedną rodzinę ramienicowatych (Characeae), jednak zaliczana jest do niego również wymarła rodzina Aclistocharaceae, a wyróżniano również inne wymarłe rodziny Palaeocharaceae i Clavatoraceae. Kosmopolityczny, liczy ok. 400 gatunków. W Polsce stwierdzono 34 gatunki, z czego dwa obecnie uważane są za wymarłe.

## Charakterystyka
Przedstawiciele ramienicowców mają, tak jak rośliny zielone, chlorofil a i b, celulozową ścianę komórkową, a jako materiał zapasowy – skrobię.

## Systematyka
Systematyka ramienic wzbudza kontrowersje. Ze względu na dużą odmienność od pozostałych glonów i jednocześnie małe zróżnicowanie wewnętrzne, tej samej grupie (temu samemu kladowi) odpowiadać może kilka taksonów o różnej randze – rodzina Characeae, rząd Charales, klasa Charophyceae i gromada Charophyta, które po polsku albo wszystkie określa się jako ramienice, albo różnicuje końcówki – odpowiednio: ramienicowate, ramienicowce, ramienicowe, ramienice. Jeżeli nie uwzględnia się przedstawicieli kopalnych (patrz niżej), rząd jest monotypowy. Z kolei w systemach, w których rząd Charales jest grupą siostrzaną wobec rzędów Klebsormidiales i Zygnematales (oraz kilku innych), monotypowy przestaje być takson Charophyceae. Ten ostatni takson bywa ponadto uważany za równorzędny zielenicom (bądź w randze klasy, gdy taksony te nazywane są Charophyceae i Chlorophyceae, bądź w randze gromady, odpowiednio – Charophyta i Chlorophyta) albo też im podrzędny (wówczas Charophyceae należą do Chlorophyta, podobnie jak Chlorophyceae obejmujące wtedy tylko tzw. zielenice właściwe). Ponadto ramienice, zielenice i rośliny telomowe mogą być łączone albo ze względu na podobieństwo morfologiczne (zielenice z ramienicami jako tzw. glony zielone Chlorophytina, a rośliny telomowe są wydzielane osobno), albo ze względu na pokrewieństwo (ramienice z roślinami telomowymi jako Streptophyta lub nawet Charophyta, a reszta zielenic jest wówczas wydzielana odrębnie).
Według systemu przyjętego w serwisie AlgaeBase systematyka ramienicowców przedstawia się następująco:
- cesarstwo (domena): eukarionty
  - królestwo: rośliny
    - podkrólestwo: rośliny zielone
      - infrakrólestwo: Streptophyta
        - gromada: Charophyta
          -             - klasa: Charophyceae (w tym systemie monotypowa, siostrzana wobec: Coleochaetophyceae, Klebsormidiophyceae, Mesostigmatophyceae i Zygnematophyceae)
              - rząd: Charales
                - rodzina: Characeae
                  - rodzaj: Aclistochara †
                  - rodzaj: Amblyochara †
                  - rodzaj: Amphorochara †
                  - rodzaj: Chara (ramienica), syn.: Charopsis, Protochara
                  - rodzaj: Charites †
                  - rodzaj: Clavatoraxis †
                  - rodzaj: Croftiella †
                  - rodzaj: Euaclistochara (rodzaj niepewny)
                  - rodzaj: Gobichara †
                  - rodzaj: Grambastichara †
                  - rodzaj: Grovesichara †
                  - rodzaj: Gyrogona †
                  - rodzaj: Harrisichara †
                  - rodzaj: Hornichara †
                  - rodzaj: Lamprothamnium, syn. Lamprothamnium
                  - rodzaj: Latochara †
                  - rodzaj: Lychnothamnus lichnotamnus
                  - rodzaj: Maedleriella †
                  - rodzaj: Maedlerisphaera †
                  - rodzaj: Mesochara †
                  - rodzaj: Microchara †
                  - rodzaj: Multispirochara †
                  - rodzaj: Nemegtichara †
                  - rodzaj: Neochara †
                  - rodzaj: Nitella (krynicznik), syn.: Acinaria (prawdopodobnie), Charina
                  - rodzaj: Nitellites †
                  - rodzaj: Nitellopsis (krynicznica)
                  - rodzaj: Nodosochara †
                  - rodzaj: Obtusochara †
                  - rodzaj: Neochara †
                  - rodzaj: Peckichara †
                  - rodzaj: Peckisphaera †
                  - rodzaj: Priformchara †
                  - rodzaj: Platychara †
                  - rodzaj: Raskyaechara †
                  - rodzaj: Sphaerochara
                  - rodzaj: Stephanochara †
                  - rodzaj: Tectochara †
                  - rodzaj: Tolypella (rozsocha)

                - rodzina: Aclistocharaceae †
                  - rodzaj: Qinghaichara †

† oznacza takson wymarły.

## Formy kopalne
Zapis kopalny Charales to przede wszystkim gyrogonity. Najstarsi przedstawiciele rzędu znani są z dewonu. W obrębie Charales wyróżnia się następujące rodziny:
- Eocharaceae, znane od dewonu do triasu;
- Palaeocharaceae Pia, znane z karbonu i permu;
- Porocharaceae Grambast, znane od karbonu do paleogenu;
- Clavatoraceae Pia, znane z jury i kredy;
- Raskyellaceae L. Grambast & N. Grambast, znane od kredy do miocenu;
- Characeae Agardh, znane od triasu do dziś[5].

Characeae, jedyna rodzina znana w dzisiejszej florze, dominuje w zespołach ramienic co najmniej od paleogenu, a być może już od górnej kredy.